# Pirga weisei
Pirga weisei är en fjärilsart som beskrevs av Karsch 1900. Pirga weisei ingår i släktet Pirga och familjen tofsspinnare. Inga underarter finns listade i Catalogue of Life.